# Euploea hopei
Euploea hopei är en fjärilsart som beskrevs av Felder 1865. Euploea hopei ingår i släktet Euploea och familjen praktfjärilar. Inga underarter finns listade i Catalogue of Life.